# Roszelia

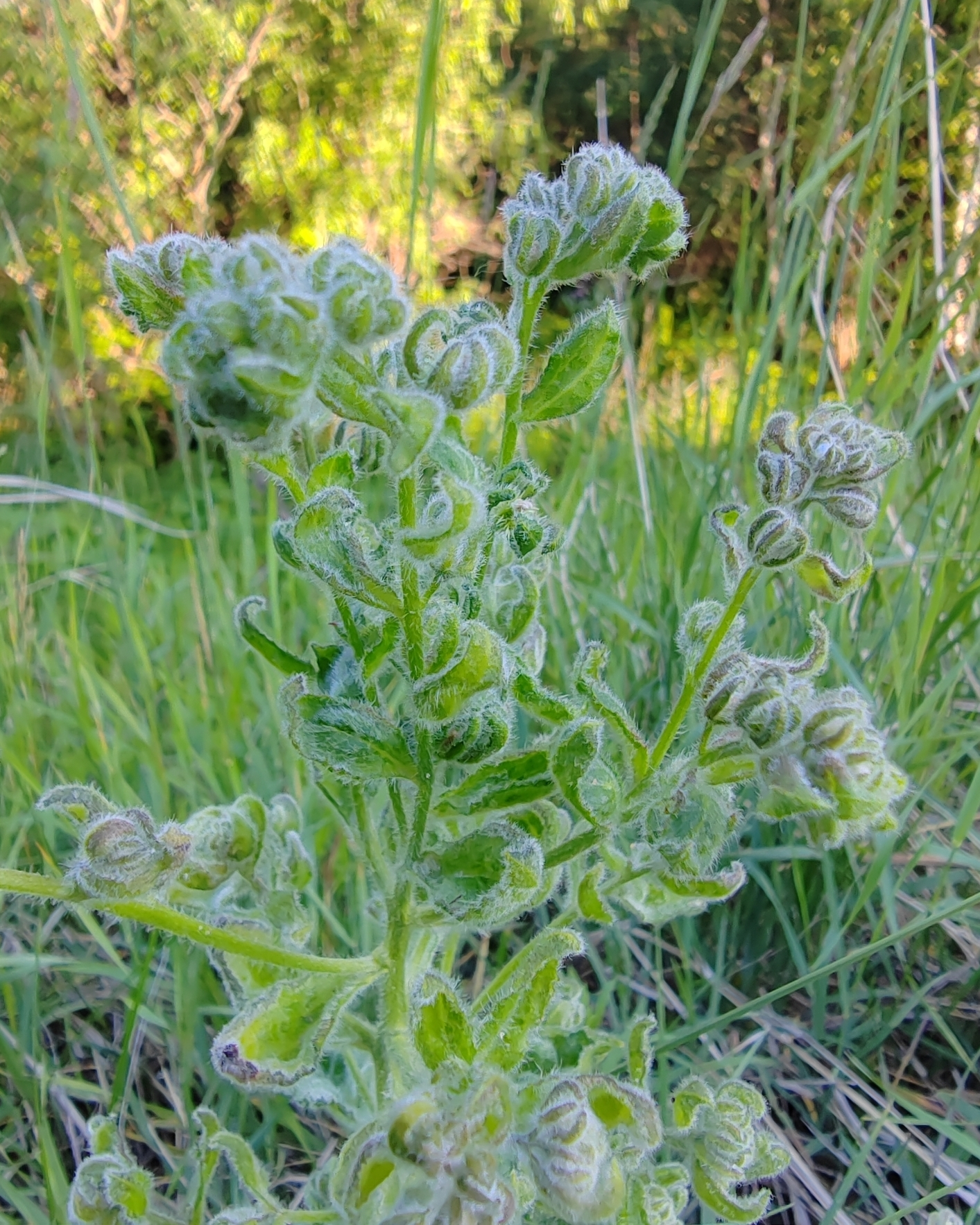
Rochelia retorta

Roszelia (Rochelia Rchb.) – rodzaj roślin należący do rodziny ogórecznikowatych (Boraginaceae). Obejmuje 22 gatunki. Występują one głównie w południowo-zachodniej i środkowej Azji obejmując jednak także niemal całą Europę i północno-zachodnią Afrykę. W Europie w zależności od ujęcia rośnie albo jeden gatunek – roszelia dwunasienna R. disperma, albo też wyodrębniana Rochelia retorta. Blisko południowo-wschodnich granic Polski stanowiska ma R. retorta, który to gatunek, mimo szerokiego rozprzestrzenienia w Europie, w Polsce dotąd nie został odkryty.

## Morfologia
PokrójRośliny jednoroczne i byliny, szczeciniasto lub miękko owłosione.
KwiatyZebrane w szczytowe, luźne, rozgałęzione kwiatostany. Działek kielicha 5, głęboko rozciętych, powiększających się w czasie owocowania. Płatki korony drobne, niebieskie lub białe, zrośnięte w walcowatą rurkę, poza którą tworzą szeroką, rozpostartą koronę z zaokrąglonych łatek. W gardzieli korony obecne są lub nie osklepki. Pręcików 5,  krótkich, niewystających z rurki korony. Zalążnia górna, dwukomorowa, z pojedynczą, cienką szyjką słupka zakończoną główkowatym znamieniem.
OwoceRozłupnie rozpadające się na dwie, pokryte kolcami rozłupki lub rzadziej nagie.

## Systematyka
Rodzaj należy do podplemienia Eritrichiinae, plemienia Rochelieae w podrodzinie Cynoglossoideae w obrębie rodziny ogórecznikowatych Boraginaceae.
Wykaz gatunków
- Rochelia bungei Trautv.
- Rochelia campanulata Popov & Zakirov
- Rochelia cancellata Boiss. & Balansa
- Rochelia cardiosepala Bunge
- Rochelia chitralensis Y.J.Nasir
- Rochelia claviculata Popov & Zakirov
- Rochelia disperma (L.f.) K.Koch – roszelia dwunasienna[5]
- Rochelia drobovii (Popov) Khoshsokhan & Kaz.Osaloo
- Rochelia jackabaghii (Lipsky) Pavlov
- Rochelia laxa I.M.Johnst.
- Rochelia leiocarpa Ledeb.
- Rochelia leiosperma (Popov) Golosk.
- Rochelia mirheydari Riedl & Esfand.
- Rochelia pamirica Dengub.
- Rochelia peduncularis Boiss.
- Rochelia persica Bunge ex Boiss.
- Rochelia pygmaea Rech.f. & Riedl
- Rochelia rectipes Stocks
- Rochelia retorta (Pall.) Lipsky
- Rochelia retrosepala Khat.
- Rochelia sessiliflora (Boiss.) Khoshsokhan & Kaz.Osaloo
- Rochelia stylaris Boiss.